# 德川治察
德川治察（1753年11月1日—1774年10月12日），御三卿田安德川家第2代當主。

## 生平
德川治察在寶曆三年（1753年）出生，是德川宗武的第五子，幼名壽麻呂、壽丸。明和元年（1764年）元服，接受將軍德川家治偏諱，改名治察，並任職大藏卿。
明和八年（1771年）父親逝世，他就任田安家家督，他一如父親一樣精通文學與國學，編著了《泣血集話》與詩文遺稿集《克一堂稿》。
不過，治察繼承田安家僅僅三年就在安永三年九月初八（1774年10月12日）在田安邸去世了。本來田安家計畫將治察的弟弟松平定信迎立為新當主，但傳說幕府老中田沼意次恐怕有名聰慧的松平定信會藉田安家當主之位繼承幕府將軍，故安排定信成為久松松平家庶流的白河藩藩主松平定邦的養子，令田安家處於明屋敷狀態達十四年，直到天明七年（1787年）一橋家的德川治濟第五子齊匡（幕府將軍德川家齊之弟）入繼田安家為止。